# Magazynek rurowy

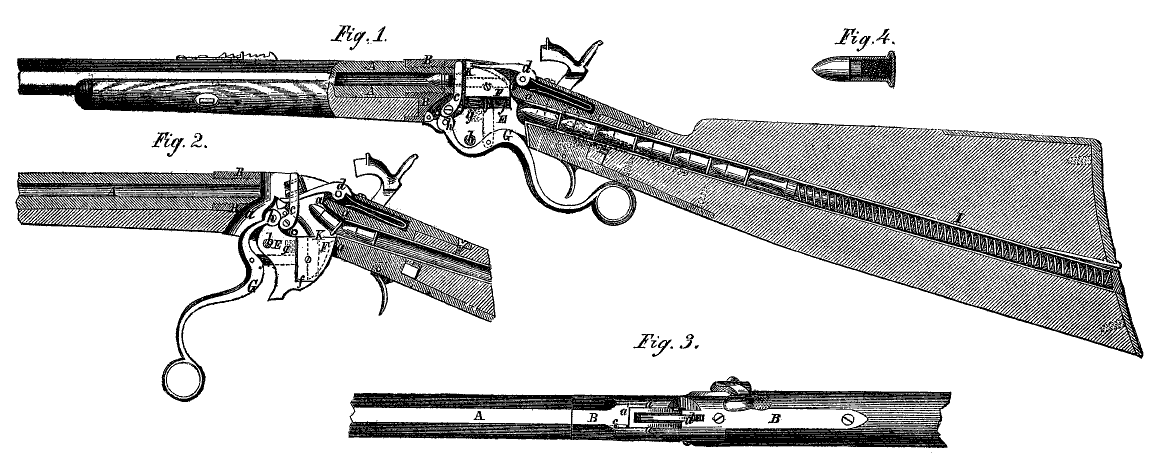
Magazynek rurowy umieszczony w kolbie w karabinie Spencera

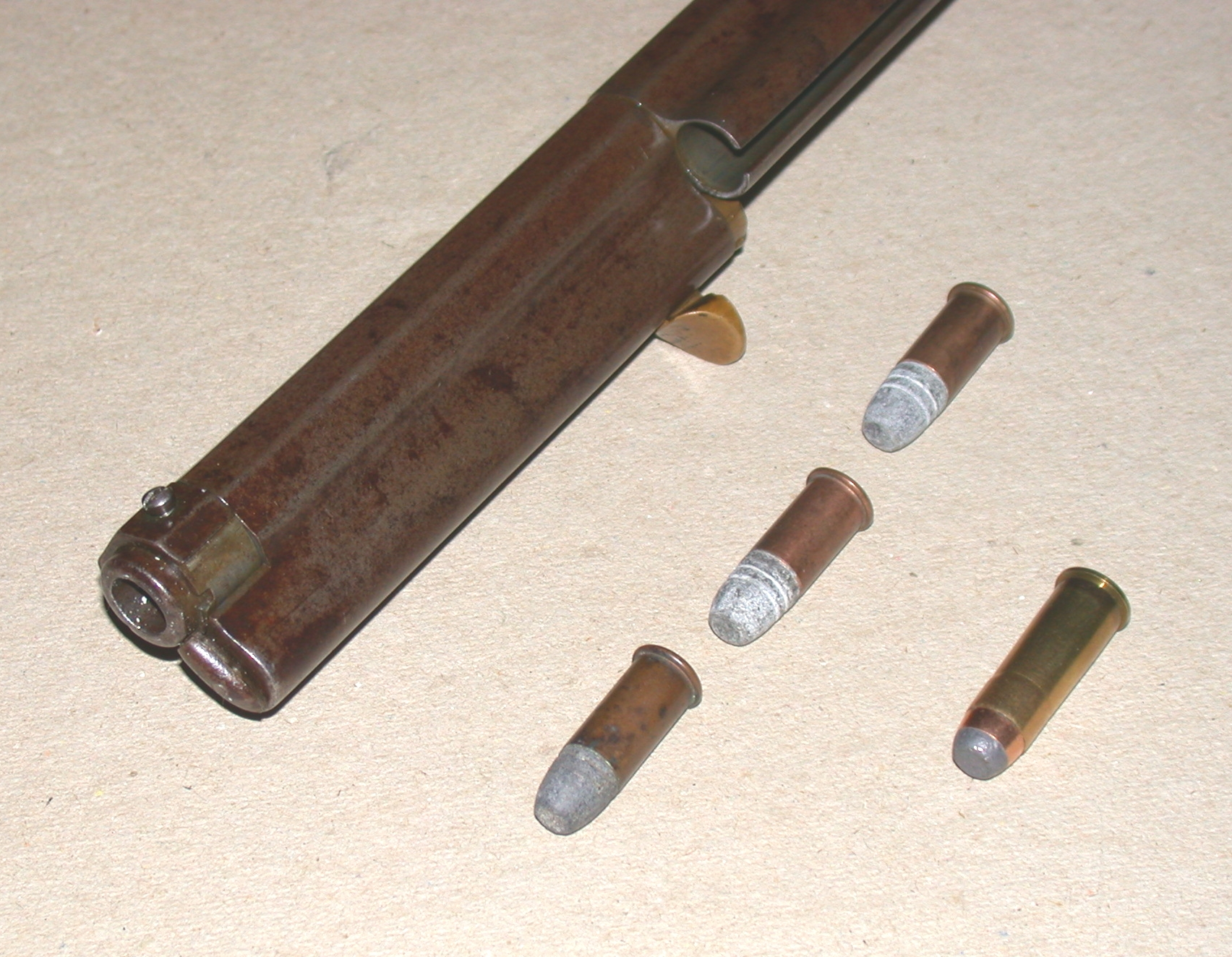
Magazynek rurowy umieszczony pod lufą w karabinie Henry’ego

Magazynek rurowy (lufowy) – magazynek broni palnej, w którym naboje są ułożone i przemieszczają się równolegle wzdłuż osi broni. Najczęściej magazynki tego typu umieszczane są pod lufą karabinu (stąd popularne określenie magazynek lufowy).
Najważniejszą zaletą magazynków rurowych, była ich zazwyczaj duża pojemność (od 5 do nawet 17 naboi). Obarczone były jednak poważnymi wadami: ze względu na możliwość ładowania magazynka wyłącznie pojedynczymi nabojami, czynność ta była bardzo czasochłonna. Oprócz tego, stopniowe opróżnianie magazynka w czasie prowadzenia ognia, ciągle zmieniało wyważenie broni (wędrujący środek ciężkości) co utrudniało strzelcowi celowanie.
Magazynki rurowe cieszyły się szczególną popularnością w II połowie XIX w. gdy stosowano je do zasilania karabinów powtarzalnych (np. Winchester Model 1866 czy Mauser M1871/84). Jednak już pod koniec XIX w. zostały zmarginalizowane przez magazynki pudełkowe, które umożliwiały stosowanie systemów szybkiego ładowania (ładownik, łódka nabojowa) oraz nie zmieniały wyważenia broni. Obecnie magazynki rurowe najczęściej stosowane są w strzelbach typu pump-action.